# Accipiter cirrocephalus
El gavilán acollarado o azor chico acollarado (Accipiter cirrocephalus) es una especie de ave accipitriforme de la familia Accipitridae.
Está muy extendido a través Australia y Nueva Guinea, a excepción de los desiertos de arena. Se encuentra en bosques y selvas.
Se alimenta principalmente de pequeñas aves capturadas en vuelo, como gorriones y estorninos comunes, ocasionalmente insectos.